# マック・ルース
マック・ルース（Mac Ruth、1967年5月7日 - ）は、アメリカ合衆国のサウンド・ミキサーである。
『アンダーワールド』（2003年）、『地獄の変異』（2005年）、『エラゴン 遺志を継ぐ者』（2006年）、『ヘンゼル & グレーテル』（2013年）、『ヘラクレス』（2014年）、『オデッセイ』（2015年）、『SPY/スパイ』（2015年）などに参加している。
アカデミー録音賞には4度ノミネートされ、『DUNE/デューン 砂の惑星』（2021年）で受賞している。

## 受賞とノミネート
| 賞               | 年   | 部門   | 作品名                      | 結果       |
| ---------------- | ---- | ------ | --------------------------- | ---------- |
| アカデミー賞     | 2015 | 録音賞 | オデッセイ                  | ノミネート |
| アカデミー賞     | 2016 | 録音賞 | 13時間 ベンガジの秘密の兵士 | ノミネート |
| アカデミー賞     | 2017 | 録音賞 | ブレードランナー 2049       | ノミネート |
| アカデミー賞     | 2021 | 録音賞 | DUNE/デューン 砂の惑星      | 受賞       |
| 英国アカデミー賞 | 2015 | 音響賞 | オデッセイ                  | ノミネート |
| 英国アカデミー賞 | 2017 | 音響賞 | ブレードランナー 2049       | ノミネート |
| 英国アカデミー賞 | 2021 | 音響賞 | DUNE/デューン 砂の惑星      | 受賞       |